# Musella lasiocarpa
Musella lasiocarpa là một loài thực vật có hoa trong họ Musaceae. Loài này được Adrien René Franchet mô tả khoa học đầu tiên năm 1889 dưới danh pháp Musa lasiocarpa. Năm 1978, Li Hsi-Wen (李锡文, Lý Tích Văn) nâng cấp tổ Musella của Franchet thành chi Musella và đổi danh pháp của loài này thành Musella lasiocarpa.

## Tên gọi
Tên gọi trong tiếng Trung là 地涌金莲 (địa dũng kim liên).

## Phân bố
Loài bản địa tây nam Trung Quốc (Vân Nam, nam Quý Châu) và miền bắc Việt Nam.

## Hình ảnh

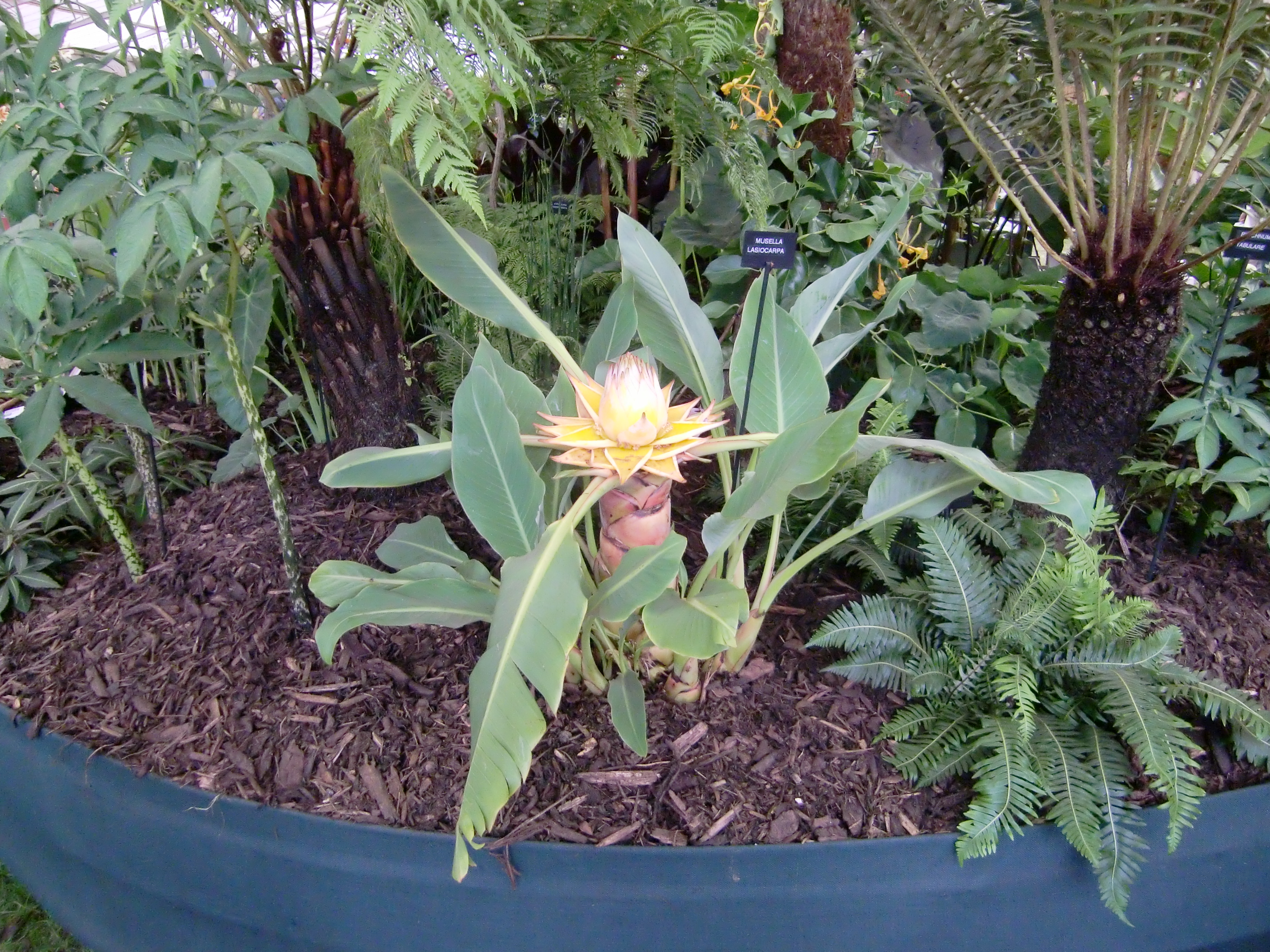